# Auchy-la-Montagne
Auchy-la-Montagne is een gemeente in het Franse departement Oise (regio Hauts-de-France) en telt 439 inwoners (1999). De plaats maakt deel uit van het arrondissement Beauvais.

## Geografie
De oppervlakte van Auchy-la-Montagne bedraagt 8,0 km², de bevolkingsdichtheid is 54,9 inwoners per km².
De onderstaande kaart toont de ligging van Auchy-la-Montagne met de belangrijkste infrastructuur en aangrenzende gemeenten.

## Demografie
Onderstaande figuur toont het verloop van het inwonertal (bron: INSEE-tellingen).